# Свети Вид (Церкница)
Свети Вид (словен. Sveti Vid) је насељено место у општини Церкница, Приморско-нотрањска регија, Словенија.

## Историја
До територијалне реорганизације у Словенији био је у саставу старе општине Церкница.

## Становништво
У попису становништва из 2011. године, Свети Вид је имао 46 становника.
| Број становника према пописима | Број становника према пописима | Број становника према пописима |
| ------------------------------ | ------------------------------ | ------------------------------ |
| 1991                           | 2002                           | 2011                           |
| 63                             | 46                             | 46                             |

Напомена: До 1955. исказивано под именом Свети Вид над Церкницо, а од 1955. до 1989. под именом Жилце, када је и добило данашњи назив Свети Вид. Званично до пописа 1991. исказивано под именом Жилце.

## Галерија
- унутрашњост цркве
- сеоски објекти
- куће
- пут до села